# Nobuhiko Obayashi
Nobuhiko Obayashi (jap. 大林 宣彦 Obayashi Nobuhiko; ur. 9 stycznia 1938 w Onomichi, zm. 10 kwietnia 2020 w Tokio) – japoński reżyser, scenarzysta i montażysta filmów i reklam telewizyjnych. Swoją karierę filmową rozpoczął jako pionier japońskich filmów eksperymentalnych, po czym przeniósł się na reżyserowanie większej liczby mediów głównego nurtu, a jego kariera reżyserska trwała niemal 60 lat. Najbardziej znany jest jako reżyser horroru House (1977), którym zyskał sobie wielu fanów. Był znany ze swojego wyraźnego surrealistycznego stylu filmowego, a także z antywojennych tematów powszechnie podejmowanych w jego filmach.

## Biografia
Obayashi urodził się 9 stycznia 1938 roku w mieście Onomichi w Japonii. Po tym, jak jego ojciec, lekarz, został wezwany na pole bitwy podczas II wojny światowej, został wychowany we wczesnym dzieciństwie przez dziadków ze strony matki. Przez swoje dzieciństwo i dorastanie Obayashi podążał za wieloma artystycznymi zajęciami, w tym rysowaniem, pisaniem, graniem na pianinie oraz rosnącym zainteresowaniem animacją i filmem.
W 1955 roku Obayashi, za namową ojca, rozpoczął procedury wstąpienia do szkoły medycznej i zostania lekarzem. Porzucił jednak perspektywę kariery medycznej na rzecz kontynuowania swoich zainteresowań artystycznych na Uniwersytecie w Seijo. W 1956 roku został przyjęty na uniwersytecki wydział sztuk wyzwolonych, gdzie zaczął pracować z taśmą filmową 8 i 16 mm. Pod koniec pobytu na uniwersytecie Obayashi rozpoczął pracę nad serią krótkich filmów eksperymentalnych. Wraz z pracami innych twórców filmowych, takich jak Shuji Terayama i Donald Richie, filmy Obayashiego rozwinęły ton japońskiego kina eksperymentalnego w latach sześćdziesiątych. W tych wczesnych filmach eksperymentalnych Obayashi zastosował szereg awangardowych technik, które wprowadził do swojej późniejszej głównego nurtu. Chociaż filmy te miały zazwyczaj charakter osobisty, otrzymały możliwość zobaczenia przez publiczność dzięki dystrybucji przez Art Theatre Guild.
Po odejściu z uniwersytetu Obayashi kontynuował pracę nad eksperymentalnymi filmami, zarabiając na życie jako reżyser w nowej dziedzinie reklam telewizyjnych. Reklamy telewizyjne Obayashiego miały wygląd podobny do jego eksperymentalnych prac. W latach 70. rozpoczął serię japońskich reklam z udziałem znanych amerykańskich gwiazd, takich jak Kirk Douglas, Charles Bronson i Catherine Deneuve. W trakcie swojej kariery Obayashi wyreżyserował około 3000 reklam telewizyjnych. Zadebiutował jako reżyser fabularny horrorem House, wydanym w 1977 roku. W filmie wykorzystano mieszankę sztuczek i awangardowych technik, aby osiągnąć charakterystyczny, surrealistyczny efekt wizualny, i został uznany za kultowy klasyk. Zdobył nagrodę Niebieskiej Wstążki dla najlepszego nowego reżysera.

## Odznaczenia i wyróżnienia
- Nagroda Niebieskiej Wstążki (2004)
- Order Wschodzącego Słońca 4. klasy (2009)[11]
- Zasłużony dla Kultury (2019)[12]